# Eddington (film)
Eddington är en amerikansk westernfilm från 2025. Filmen regisseras av Ari Aster, som även står för skrivandet av dess manus. De skådespelare, som hittills har blivit klara för att medverka i filmen, är Joaquin Phoenix, Pedro Pascal, Emma Stone, Luke Grimes, Austin Butler, Deirdre O'Connell, Micheal Ward och Clifton Collins Jr.
Filmen hade världspremiär maj 2025 på filmfestivalen i Cannes, där den visades i tävlan om Guldpalmen. Eddington hade biopremiär i Sverige den 8 augusti samma år, utgiven av Nordisk Film.

## Handling
Filmens handling kretsar kring en småstadssheriff, från den amerikanska delstaten New Mexico, som har väldigt höga ambitioner.

## Rollista
| Joaquin Phoenix     | – Joe Cross             |
| Pedro Pascal        | – Ted Garcia            |
| Emma Stone          | – Louise Cross          |
| Luke Grimes         | – Guy                   |
| Austin Butler       | – Vernon Jefferson Peak |
| Deirdre O'Connell   | – Dawn                  |
| Micheal Ward        | – Michael               |
| Clifton Collins Jr. | – Lodge                 |

## Produktion
Ari Aster skrev ett manus till en samtida westernfilm, som han till en början tänkte göra, under sin regidebut. Han hävdade också vid ett tillfälle, att han hade försökt göra denna film i cirka fem års tid, innan han slutligen bestämde sig för att göra Hereditary och Midsommar, som sina två första filmer. Under marknadsföringen av sin tredje film, Beau Is Afraid, indikerade Aster på, att hans nästa film troligtvis skulle bli en westernfilm, och att den skulle utspela sig under covid-19-pandemin. Emma Stone och Christopher Abbott fick senare varsin roll i filmen, i januari 2023, samtidigt som Aster också planerade, med att återigen samarbeta tillsammans med Joaquin Phoenix, inför denna film. Aster och Phoenix började därefter med att leta efter inspelningsplatser, runtomkring i delstaten New Mexico, i augusti 2023. I mars 2024 blev Phoenix, Stone, Austin Butler, Pedro Pascal, Luke Grimes, Deirdre O'Connell, Micheal Ward och Clifton Collins Jr., slutligen castade till denna film.
Inspelningen av filmen påbörjades i New Mexico, den 11 mars 2024, och pågick fram till den 17 maj samma år.